# Capparis pubifolia
Capparis pubifolia är en kaprisväxtart som beskrevs av Bi Sin Sun. Capparis pubifolia ingår i släktet Capparis och familjen kaprisväxter. Inga underarter finns listade i Catalogue of Life.